# Chiesa di San Giovanni Battista (Genova, Sestri Ponente)
La chiesa di San Giovanni Battista è la parrocchiale di San Giovanni Battista, quartiere di Genova, in città metropolitana e arcidiocesi di Genova; fa parte del vicariato di Sestri Ponente.

## Storia
La primitiva cappella del borgo venne edificata tra il 680 e il 690 grazie a un fondo di 4000 scudi messo a disposizione da due nobili francesi provenienti dal castello di Costiz e diretti in Terrasanta.
Tuttavia, la prima citazione che ne certifica la presenza risale al 1080; la chiesetta divenne parrocchiale nel 1132 e pieve nel 1163. In quel medesimo secolo la struttura fu ampliata e restaurata.
Nella relazione della visita apostolica del 1582 di monsignor Francesco Bossi si legge che l'edificio necessitava di una ristrutturazione; la chiesa e il campanile vennero gravemente danneggiati da due folgori rispettivamente nel gennaio del 1606 e nel maggio di due anni dopo.
Negli anni ottanta del Seicento iniziarono i lavori di costruzione della nuova parrocchie; la chiesa, disegnata da Gio Batta Scaniglia, venne ultimata nel XVIII secolo e consacrata il 26 ottobre 1890 dall'arcivescovo Salvatore Magnasco.

## Descrizione

### Esterno
La facciata a salienti della chiesa, scandita da lesene dipinte e rivolta a mezzogiorno, è suddivisa in due registri; quello inferiore presenta centralmente il portale d'ingresso, affiancato da due colonne sorreggenti il timpano mistilineo e sormontato da una nicchia ospitante la statua di san Giovanni Battista, e ai lati due ulteriori nicchie in cui sono inseriti i simulacri ritraenti i santi Rocco e Antonio, mentre in quello superiore, coronato dal frontone triangolare, si aprono tre finestre la cui conformazione ricorda una serliana.

### Interno
L'interno dell'edificio è suddiviso da colonne binate sorreggenti archi a tutto sesto in tre navate, di cui la centrale voltata a botte, proprio come il transetto, e le laterali a vela; al termine dell'aula si sviluppa il presbiterio, coperto anch'esso da volta a botte e chiuso dall'abside semicircolare.
Qui sono conservate diverse opere di pregio, tra le quali il marmoreo altare maggiore, costruito nel 1775, il crocifisso seicentesco di scuola ligure, l'affresco raffigurante la Madonna il bambino e i santi patroni di Sestri Ponente, eseguito da Luigi Gainotti, le due tele che rappresentano la Flagellazione di Gesù e Cristo con la corona di spine, dipinte rispettivamente nel Seicento e nel Settecento, la tela con la Resurrezione, assegnabile a Giovanni Domenico Cappellino, il gruppo in gesso ritraente San Giovanni Battista mentre battezza Gesù, collocato sul fronte battesimale, e le raffigurazioni sui pulvini dei simboli dei Quattro Evangelisti.